# Eurycercopis
Eurycercopis är ett släkte av insekter. Eurycercopis ingår i familjen spottstritar.
Kladogram enligt Catalogue of Life:
| Eurycercopis | \| \| Eurycercopis auberti \| \| \| \| \| \| Eurycercopis batjanensis \| \| \| \| |
|              | \| \| Eurycercopis auberti \| \| \| \| \| \| Eurycercopis batjanensis \| \| \| \| |
|              | Eurycercopis auberti                                                              |
|              |                                                                                   |
|              | Eurycercopis batjanensis                                                          |
|              |                                                                                   |